# Feltia pectinicornis
Feltia pectinicornis là một loài bướm đêm trong họ Noctuidae.